# Lew i zając
Lew i zając (ros. Лев и заяц, Lew i zajac) – radziecki krótkometrażowy film animowany z 1949 roku w reżyserii  Giennadija Filippowa i Borisa Diożkina powstały na podstawie bajki ludowego poety Gamzata Cadasy.

## Fabuła
Lew – król zwierząt jest zmęczony polowaniem. Za namową Węża wydaje dekret, w którym nakazuje, aby codziennie zgłaszało się do niego jedno zwierzę ze spisu, które mógłby bez wysiłku zjeść. W lesie wybucha straszna panika. Żadne zwierzę nie chce dać się pożreć. Małpka, Zebra, Żyrafa i Zajączek rozpoczynają losowanie, kto pierwszy padnie ofiarą drapieżnika. Sprytny Zając wpada na pomysł jak uratować przyjaciół i pokonać wygłodniałego Lwa.

## Animatorzy
Dmitrij Biełow, Fiodor Chitruk, Wiaczesław Kotionoczkin, Faina Jepifanowa, Boris Stiepancew, Michaił Botow, Walentin Łałajanc

## Wersja polska
Seria: Bajki rosyjskie (odc. 4)
W wersji polskiej udział wzięli:
- Beata Jankowska jako Małpka
- Janusz Bukowski jako Struś
- Ryszard Olesiński jako Wąż
- Włodzimierz Press jako Lew
- Krzysztof Strużycki jako Zając

Realizacja:
- Reżyseria: Stanisław Pieniak
- Dialogi: Stanisława Dziedziczak
- Opracowanie muzyczne: Janusz Tylman, Eugeniusz Majchrzak
- Dźwięk: Robert Mościcki, Jan Jakub Milęcki
- Montaż: Jolanta Nowaczewska
- Kierownictwo produkcji: Krystyna Dynarowska
- Opracowanie: Telewizyjne Studia Dźwięku – Warszawa
- Lektor: Krzysztof Strużycki